# Distretto di Alessio
Il distretto di Alessio (in albanese: Rrethi i Lezhës) era uno dei 36 distretti amministrativi dell'Albania.
Prendeva il nome dalla città principale, Alessio, e apparteneva alla prefettura di Alessio. Aveva una superficie di 473 km² e 65 633 abitanti (censimento 2011). 	
La riforma amministrativa del 2015 ha ricompreso il territorio dell'ex distretto nel comune di Alessio, accorpando a questo 9 comuni

## Geografia fisica

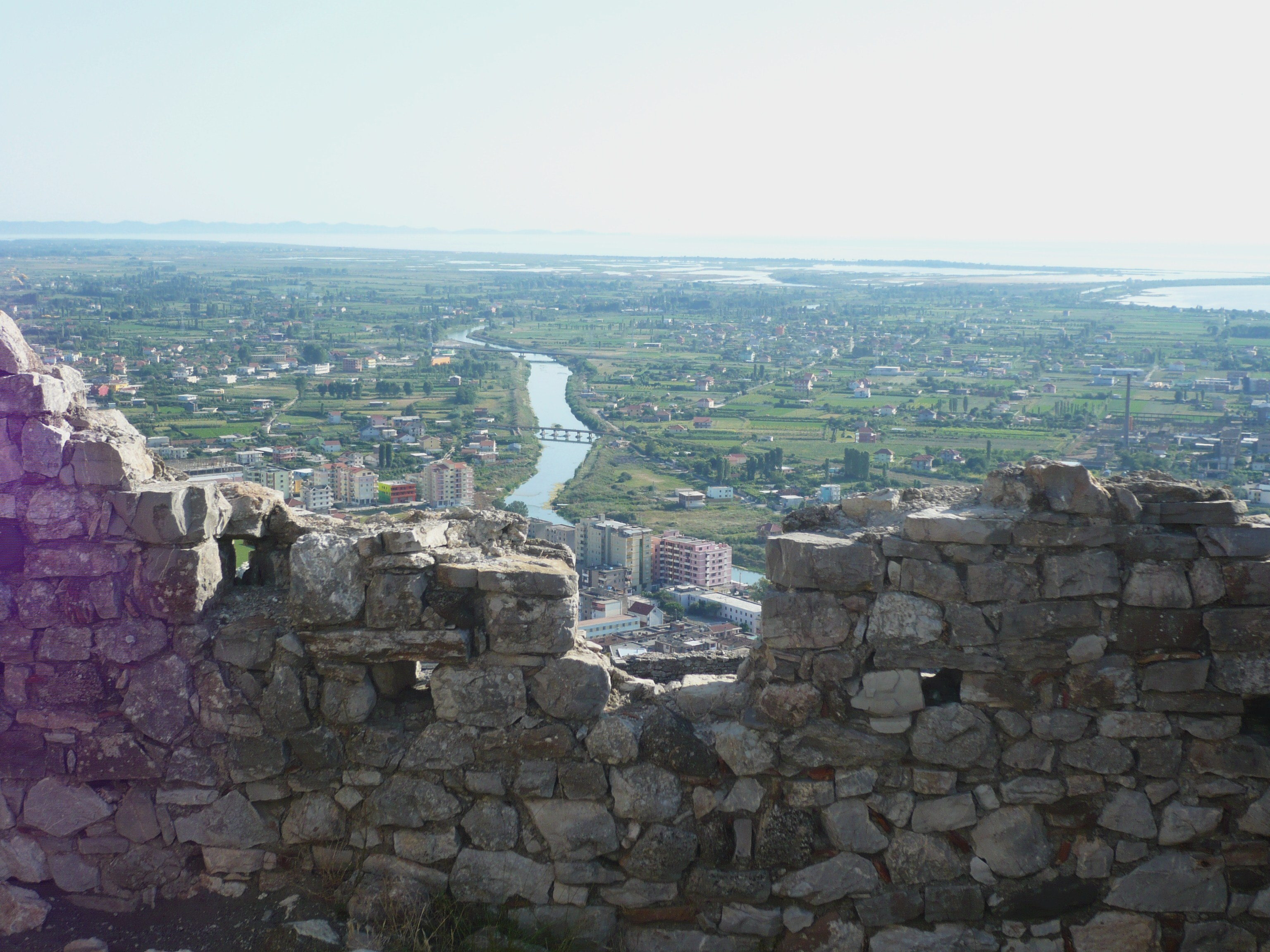
Vista dal castello di Alessio verso la piana di Zadrima

Il distretto di Alessio si trovava nella parte nord-occidentale dell'Albania, sulla costa del Mar Adriatico e ai piedi delle montagne di Mirdizia. Il confine meridionale del distretto era delimitato dal corso del fiume fiume Mat, quello settentrionale caratterizzato dal corso del fiume Drin. La parte orientale del territorio è fortemente collinare, le altitudini raggiungono i 1170 m sl.m. con le colline Maja e Velës.
Presso Alessio le montagne si affacciano fin quasi al mare, nella zona nord-ovest la costa adriatica è parallela ad una stretta catena di colline. Il resto della zona costiera è pianeggiante. 
A nord della città si estende una zona pianeggiante e fertile, la pianura di Zadrima che si estende fino al ramo principale del Drin e quindi fino a Scutari. La parte meridionale con i villaggi di Blinisht e Fishtë apparteneva ancora al distretto di Alessio.
La pianura è attraversata da nord a sud dall'affluente del Drin chiamato Drini i Lezhës che si è scavato un passaggio tra i monti del nord dell'Albania e le colline costiere citate in precedenza.
A ovest di Alessio si trovano l'area umida della laguna di Kune-Vain con il delta del Drin, un delicato ecosistema messo in pericolo dall'abbandono dovuto alla forte emigrazione dalle campagne e dalle difficili condizioni economiche della popolazione.

## Economia

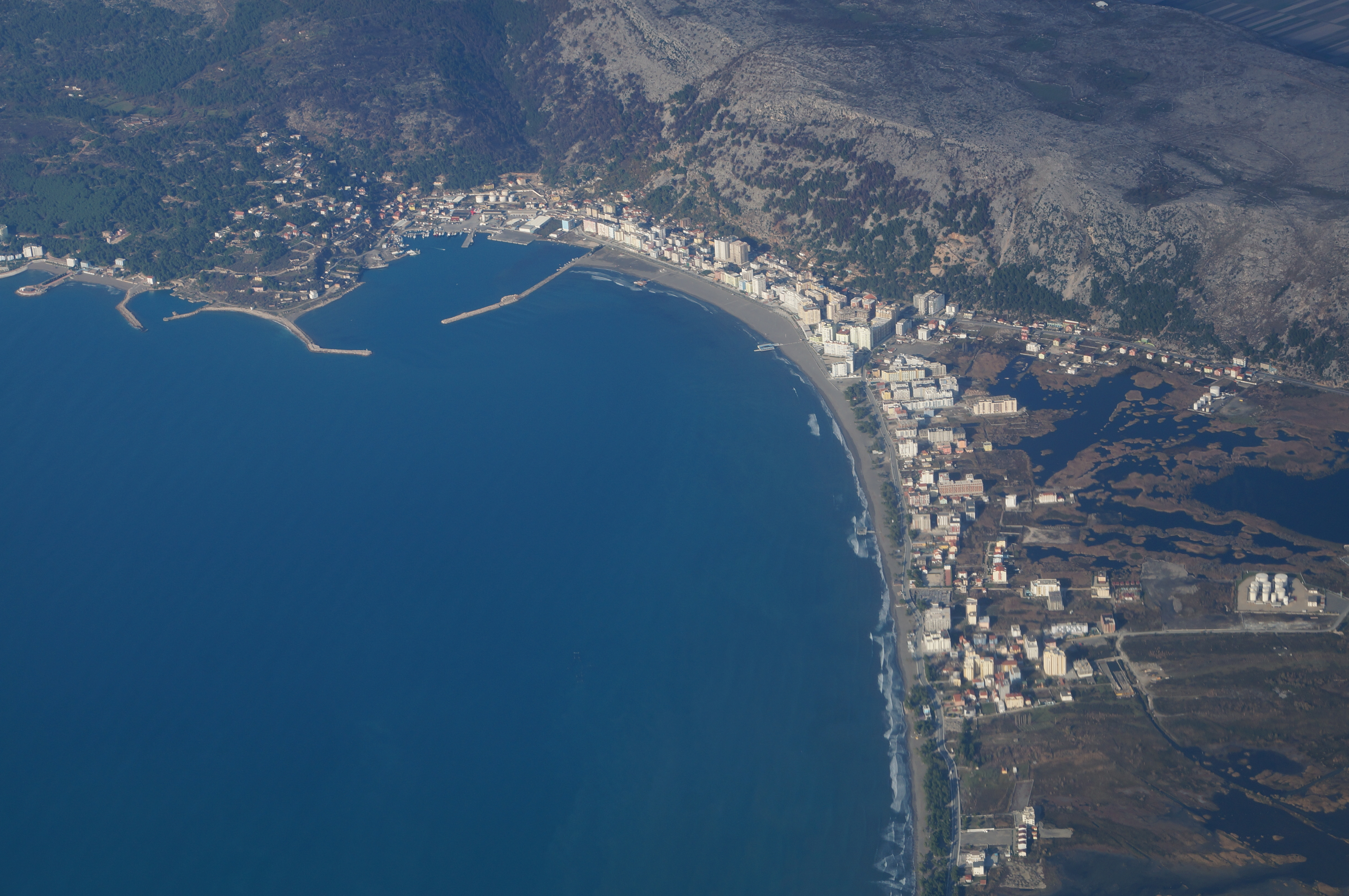
Vista aerea di San Giovanni di Medua

Come altre regioni simili, anche la zona di Alessio ha sofferto delle conseguenze del declino del regime comunista che ha portato alla perdita di molti posti di lavoro. Ad Alessio ci sono ancora grandi aree dismesse, anche l'aeroporto militare di Gjader, che si trovava nella piana di Zadrima è stato chiuso. Soprattutto nell'entroterra collinare manca praticamente qualsiasi infrastruttura, molti villaggi non sono collegati alla rete stradale e molte scuole sono in una condizione fatiscente.
La pianura costiera di Alessio è invece relativamente ben sviluppata e ben connessa alle vie di comunicazione: l'autostrada del nord dell'Albania che è praticamente terminata, inizia a Fushë Krujë (Tirana) e termina nella periferia occidentale di Alessio, dal 2005 prosegue fino a Scutari. Inoltre a San Giovanni di Medua si trova anche un piccolo porto, l'unico nel settentrione dell'Albania. Nel 2004 vi sono transitate merci per un importo di 293 300 tonnellate. Inoltre c'è una rete ferroviaria che passa da Alessio fino in Montenegro.
Di grande importanza economica del distretto è soprattutto il turismo. La spiaggia di San Giovanni di Medua è molto frequentata in estate da molti albanesi del Kosovo, anche grazie ai numerosi alberghi, appartamenti e ristoranti. I luoghi storicamente significativi di Alessio sono la tomba di Skanderbeg e il castello.

## Geografia antropica

### Suddivisioni amministrative
Il distretto comprendeva un comune urbano e 9 comuni rurali.

#### Comuni urbani
- Alessio (in albanese Lezhë o Lezha)

#### Comuni rurali
- Balldren i Ri
- Blinisht
- Dajç
- Kallmet
- Kolsh
- San Giovanni di Medua (in albanese Shëngjin)
- Shënkoll
- Ungrej
- Zejmen